# Коефіцієнт досконалості свердловини

Рис. 1. Схеми свердловин: а — гідродинамічно досконалої; б — г — гідродинамічно недосконалих; б — за ступенем розкриття; в — за характером розкриття; г — за ступенем і характером розкриття; 1 — обсадна колона; 2 — цементний камінь; 3 — перфораційний отвір; 4 — перфораційний канал

Коефіцієнт досконалості свердловини (рос. коэффициент совершенства скважины; англ. factor of well perfection; нім. Vollkommenheitsfaktor m des Bohrlochs) — відношення дебіту свердловини гідродинамічно недосконалої до дебіту свердловини гідродинамічно досконалої.
Гідродинамічно досконала свердловина (hydrodyna-mically perfect well) — це свердловина, яка пробурена по всій потужності експлуатаційного пласта (досконала за ступенем розкриття); Не обсаджена трубами в межах експлуатаційного пласта, тобто стінка свердловини рівномірно проникна для рідини (досконала за характером розтину). При порушенні цих умов свердловина стає гідродинамічно недосконалою. Дебіт Г.д.с. визначається формулою Дюпюї.
При фільтрації продукції в гідродинамічно досконалу свердловину фільтраційні опори обумовлені лише характеристикою продуктивного горизонту та є мінімально можливими (рис. 1 а). Більшість реальних свердловин належать до гідродинамічно недосконалих.
Серед гідродинамічно недосконалих свердловин виділяють:
- Недосконалість за ступенем розкриття — НСР (рис. 1 б);
- Недосконалість за характером розкриття — НХР (рис. 1 в);
- Недосконалість за ступенем та характером розкриття — НСХР (рис. 1 г).
У таких свердловин у привибійній зоні виникають додаткові фільтраційні опори, що визначаються видом недосконалості.